# さいたま市立与野西北小学校
さいたま市立与野西北小学校（さいたましりつ よのせいほくしょうがっこう）は、埼玉県さいたま市中央区にある公立小学校。

## 沿革
- 1967年（昭和42年）4月1日 - 与野市立与野西北小学校が開校。校舎がなかったため、本町小学校で開校式を行う。
- 1968年（昭和43年）5月31日 - 第一期工事竣工。
- 1968年（昭和43年）10月31日 - 第2期工事竣工、9教室完成。
- 1969年（昭和44年）7月19日 - プール完成。
- 1980年（昭和55年）3月 - 南校舎に4教室増築。
- 2001年（平成13年）5月1日 - さいたま市誕生により、さいたま市立与野西北小学校に改称。

## 交通
- JR北与野駅から徒歩28分。

## 有名な出身者
- 小林慶行（元サッカー選手）
- 小林亮（サッカー選手、小林慶行の弟）
- 山崎一彦